# 库尔贾
库尔贾（Khurja），是印度北方邦Bulandshahr县的一个城镇。总人口98403（2001年）。

## 人口
该地2001年总人口98403人，其中男性51966人，女性46437人；0—6岁人口15575人，其中男8293人，女7282人；识字率52.70%，其中男性为59.53%，女性为45.06%。